# Qui est juif ?
Cette page contient des caractères spéciaux ou non latins. S’ils s’affichent mal (▯, ?, etc.), consultez la page d’aide Unicode.
Cet article traite des critères utilisés pour définir la judaïté des juifs. L'article Identité juive traite de la façon dont les Juifs définissent eux-mêmes leur judéité.
« מיהו יהודי » en hébreu (transcription francophone « mihou yehoudi ? ») se traduit en français par « qui est juif ? ». Cette question donne son nom à un ensemble de débats qui eurent lieu au parlement israélien les 9 et 10 février 1970, sous le gouvernement de Golda Meir, et qui aboutirent au vote d’un amendement de la loi du retour de 1950 qui garantit à tout Juif ainsi qu'à son éventuelle famille non-juive le droit d'immigrer en Israël (alyah), dans lequel est défini comme Juif tout individu « né de mère juive, ou converti au judaïsme et ne pratiquant pas une autre religion ».
Depuis la fondation de l'État d'Israël en 1948, cette question « qui est juif ? » passa dans le langage courant et réapparut à plusieurs reprises, provoquant des remous religieux, sociaux et politiques, lorsque plusieurs cas légaux de haute portée se produisirent à son sujet en Israël.
Cette volonté de définir la judaïté en termes objectivables fut critiquée, non seulement du fait de l'évolution historique permanente de la notion d'identité juive, mais surtout parce qu'elle rappelait les tentatives semblables de caractériser « les Juifs » selon différentes approches contestables, entreprises lors des heures les plus sombres de l'histoire du peuple juif, aux temps de l'Inquisition ou du nazisme par exemple.
Actuellement, les questions les plus débattues au sujet de la judaïté sont :
- le statut des enfants issus de mariages mixtes ;
- la validité du processus de conversion suivi ;
- le statut de personnes nées ou converties à d'autres religions.

## Qui est juif selon la Halakha (loi juive)?
Qui est d'Israël ? Les fils de non-Juives ont-ils les mêmes droits sur l'héritage de leur père que leurs frères, ou les enfants des frères de leur père, nés de mères juives ? Un Judéen qui refuse le signe de l'Alliance ou le cache, qui sacrifie à d'autres dieux, qui renie Dieu, ou un minéen, sont-ils encore des enfants d'Israël, bénéficiant de leurs droits et soumis à leurs devoirs ?
La première législation visant à répondre à ces questions fut le fruit des débats des Tannaïm, Sages scrutant la Bible hébraïque en s'appuyant sur une tradition orale afin de fixer la conduite à tenir (halakha). Y est reconnu comme Juif :
- une personne née de mère juive (ou s'étant convertie au judaïsme) ;
- une personne ayant adhéré au judaïsme par le biais d'une conversion religieuse selon les règles de la Halakha ;
- s'il appartient à l'une de ces deux catégories, sa judéité est inaltérable, quand bien même il serait idolâtre, incroyant, hérétique ou apostat[5].

La transmission matrilinéaire de la judéité a été codifiée probablement pour la première fois dans le Talmud (T.B. Kiddoushin 68b, élaborant sur la mishna 3:12 du même traité). La détermination de la nationalité selon celle de la mère est à l'opposé de ce qui se fait au sein des autres nations.
Les Karaïtes, un courant minoritaire du judaïsme n'acceptent pas la matrilinéarité. La judéité se transmet exclusivement par le père. Ils pratiquent ainsi la patrilinéarité.
La nécessité d'un processus de conversion est reconnue par tous les courants du judaïsme (karaïsme inclus), mais les caractéristiques dudit processus varient selon les courants. Ces divergences peuvent être sources de tensions à l'intérieur du judaïsme, ou être liées à des problématiques plus politiques, notamment lorsqu'elles concernent le « droit de retour » et la reconnaissance en tant que Juif au sein de l'État d'Israël (cf. infra).

### Juif de naissance
De nombreux passages de la Torah montrent que les règles étaient différentes aux temps bibliques. Les hommes pouvaient perpétuer la lignée juive sans pour autant avoir une épouse juive.
Selon la Halakha, la loi rabbinique, la judéité se transmet par la mère, sans tenir compte de la « nationalité » du père (mais en tenant compte de son statut, s'il est Juif). 
Mais selon les rabbins, il en fut toujours ainsi, depuis le don de la Torah sur le mont Sinaï.
- Dt 7,3-4 interdit toute union avec les sept peuples de Canaan (les rabbins élargiront cette interdiction à tout non-Juif, déclarant une telle union nulle et non avenue sur le plan juridique), de crainte qu'« il détourne ton fils de Moi » (כי יסיר את בנך מאחרי (ki yassir ett binkha mèakhoraï)). Bien qu'il ne ressorte du sens obvie de ce verset qu'une crainte de l'influence culturelle (et surtout cultuelle), Rabbi Yohanan rapporte au nom de Rabbi Shimon bar Yohaï[9], qu'étant donné que le mot yassir, est à la forme masculine, il faut lire que la crainte d'influence délétère culturelle ne concerne que l'influence du Gentil sur la fille israélite ; pourquoi le cas réciproque n'est-il pas abordé, et pourquoi appelle-t-on le petit-fils « ton fils » ? Parce que l'identité nationale ne demeure qu'en l'enfant d'une femme israélite, et non en l'enfant d'un homme israélite qui se marie avec une fille du pays. (T.B Kiddoushin 68b)
- Esd 10,10-11 rapporte la colère d'Ezra le Scribe devant l'union avec des « peuples du pays et des femmes étrangères » ; le scribe ordonne le renvoi des femmes étrangères, et de leurs enfants. Pourquoi se limiter aux femmes ? Parce que le fruit de l'union d'une femme israélite et d'un homme égyptien est considéré comme « étant de la communauté d'Israël » (Lv 24,10).

#### Remise en question de la conception rabbinique orthodoxe
Le principe de transmission exclusivement matrilinéaire fut pourtant débattu dans le Talmud lui-même, bien que les discussions fussent vite résolues à l'avantage de la matrilinéarité, ainsi que, de façon beaucoup plus significative, par des courants mosaïques ignorant ou rejetant le Talmud.
En effet, une lecture littérale de la Bible hébraïque fait ressortir que :
- la plupart des personnes nommées dans la Bible hébraïque sont présentées par leur seule ascendance paternelle (Josué fils de Noun, Rachel fille de Lavan, etc. Toutefois, on trouve aussi Bethouel fils de Milca, Dinah fille de Léa) ;
- les lois sur l'héritage et le partage des terres se font en fonction du père (ce qui explique l'épisode des filles de Tzelofehad) ;
- la charge sacerdotale et lévitique ne sont transmises que par le père.

Plusieurs couples mixtes sont présents dans le récit biblique. Joseph épouse Asénath, fille du prêtre égyptien Poti-Phéra, que Pharaon lui donne pour femme (Gen. 41, 45) ; Moïse prend pour femme Séphora, fille du prêtre madianite Jethro (Ex. 2, 21) ; plus tard, on lui attribuera une femme « koushite » (Nmb. 12, 1), ce qui pourrait signifier qu'il a épousé aussi une « Éthiopienne », à moins que le terme ne renvoie à la Madianite Séphora. La légende se chargera plus tard de judaïser rétrospectivement ces étrangères, soit en les convertissant au judaïsme soit en leur attribuant une origine israélite. En fait, à cette époque lointaine, la femme étrangère était, par son mariage avec un juif, intégrée à la société juive ; le problème de sa judéité et de celle de ses enfants était ainsi résolu à l'avance.
De fait, la matrilinéarité n'est pas universellement adoptée.
- Les Samaritains et les Lemba pratiquent la patrilinéarité.
- En Israël, les Karaïtes tranchent en faveur de la patrilinéarité[11], en se basant sur Ezra 10-10:11 et  1,8. L'exégèse qu'ils en font présuppose la transmission paternelle de l'appartenance nationale, et il serait donc évident que les enfants de Judéennes ayant épousé des étrangers n'appartiennent pas au peuple ; Ezra, en chassant les femmes étrangères et leurs enfants, indiquerait qu'eux non plus ne sont pas du peuple.
- Les Juifs des montagnes et les Juifs de Kaïfeng la pratiquèrent également. Toutefois, il s'agissait, pour les Juifs de Chine, d'une influence par les Chinois musulmans (Hui), et ils ne sont plus considérés comme juifs, à moins de passer par un processus de conversion.

La plus grande entorse au principe de la matrilinéarité vient toutefois des mouvements juifs progressistes, particulièrement dans les pays anglo-saxons, non par déni du Talmud, mais par volonté d'adaptation à l'époque moderne. En effet, bien que recommandant la conversion au judaïsme de la mère non-juive, les instances juives réformées admettent comme Juifs les enfants éduqués comme tels. Le principe de transmission matrilinéaire ou patrilinéaire a été officiellement adopté aux États-Unis en 1983, et est suivi par : le judaïsme libéral (Liberal Judaism) en Angleterre ; le judaïsme reconstructionniste aux États-Unis, au Canada et là où il s'est implanté ; le judaïsme progressiste en Australie ; une congrégation en Autriche, et certaines congrégations d'Europe de l'Est. En revanche, le judaïsme réformé du Canada et d'Angleterre n'y souscrivent pas, ni le judaïsme conservateur aux États-Unis.
Selon la déclaration de la (en) CCAR, est reconnu comme Juif toute personne dont au moins l'un des parents est Juif, pour autant :
- qu'elle ait été élevée avec une identité juive (selon les standards réformés) ;
- qu'elle s'engage dans une action appropriée de reconnaissance publique du judaïsme variant selon les congrégations, simple déclaration publique d'appartenance au judaïsme ou actes plus formels, particulièrement si la personne a été élevée comme chrétienne.

#### Critiques académiques de la vision rabbinique
La Mishna est considérée dans la tradition juive, comme le message authentique de la Torah écrite, véhiculé par une tradition d'exégèse orale et transmis sans solution de continuité depuis la Révélation sur le Sinaï (T.B Guittin 60b). Toutefois, elle est considérée, notamment dans le judaïsme conservative comme une innovation pharisienne, tributaire des circonstances historiques de sa rédaction.
L'historien et rabbin conservative Shaye Cohen s'emploie à démontrer que le principe de la matrilinéarité aurait été introduit à l'époque de la Mishna, en rupture avec la loi patrilinéaire traditionnelle,. En effet, le principe de la matrilinéarité semble ignoré de la Bible hébraïque, et des écrits du premier siècle de l'ère commune :
- Dans les Actes des Apôtres (16:1-3), Paul circoncit Timothée, fils d'une Juive et d'un païen (grec). Or à une époque où le christianisme est encore une forme de judaïsme, Paul de Tarse déclare la circoncision moins importante que l'observance fidèle des commandements de Dieu. Le geste de Paul serait donc plus facile à comprendre si Timothée est considéré non comme un Juif incirconcis, mais comme un non-Juif, malgré son ascendance maternelle[pas clair].
- Dans les Antiquités des Juifs (xx.7, §3), Flavius Josèphe relate la conversion et la circoncision du prince grec Polémon du Pont, lors de son union à Bérénice. Or, les rites de passage au judaïsme seraient inutiles si la judéité de la mère suffisait à assurer celle des enfants.

Philon d'Alexandrie, qui écrivit avant l'époque de la Mishna, appelle à trois reprises l'enfant d'une union mixte nothos (bâtard), que le parent soit le père ou la mère, ce qui serait selon Maren Niehoff une preuve que Philon reconnaissait le principe de matrilinéalité.[pas clair]
Michaël Corinaldi, professeur de droit à l'université de Haïfa, propose plusieurs raisons pouvant avoir justifié le choix d'une transmission matrilinéaire de la nationalité :
- l'explication biologique : l'identité de la mère est certaine, celle du père peut être remise en question ; Ezra recherchait une définition sans ambiguïté.
- l'explication sociologique : l'éducation est le fait de la mère. Selon ce point de vue, l'identité juive est fortement tributaire de l'éducation.
- l'explication politique : au cours des guerres judéo-romaines, les enfants de femmes juives violées par les Romains étaient reconnus comme Juifs et non Romains.
- l'explication démographique : de nombreux Juifs mouraient à la guerre, et il fut décidé de considérer comme Juifs les enfants nés de père étranger.
- l'explication judiciaire : dans le droit romain, les enfants nés de Romains et de mères illégitimes recevaient la nationalité de la mère et étaient exclus de l'héritage du père et des avantages conférés à sa nationalité romaine. Le droit talmudique serait l'exact contre-pied de cette loi, en ce que la mère permettrait à l'enfant illégitime de jouir de ses droits de citoyen judéen.

Selon Shaye Cohen, aucune de ces explications ne tient, à l'exception des possibles parallèles entre droit talmudique et droit romain, ainsi que le pourrait suggérer le style de la mishna Kiddoushin 3:12. Cependant, il estime lui-même qu'il existe peu de preuves à l'appui de cette assertion. Il avance que les Tannaïm auraient pu établir cette loi en se fondant sur celles des kilaïm (hybrides - T.B Yoma 74a-b).
La règle originelle aurait été patrilinéaire, mais ne se serait appliquée qu'à des cas où les parents étaient légalement mariés, ou étaient considérés comme conjoints légaux, auxquels cas l'enfant possède un père légal. Dans le cas d'un mariage entre deux Juifs ou deux non-Juifs, l'enfant hériterait de son statut, Juif ou Gentil, de son père. Aux temps bibliques, la même règle se serait appliquée aux unions mixtes, socialement méprisées mais légalement possibles. Cependant, et ce dès l'époque d'Ezra, la loi juive aurait considéré ces unions mixtes comme non seulement interdites mais invalides. En conséquence, l'enfant d'une telle union n'aurait pas eu de père légal, recevant le statut de sa mère par défaut, de même qu'en Angleterre, les enfants légitimes recevaient le nom du père, les enfants non légitimes ceux de la mère.
Ce n'est donc qu'en cas de mariage mixte qu'un enfant hériterait de la judéité par la mère ; dans les cas normaux, il hériterait du statut du père, mais la judéité de la mère serait la condition sine qua non pour que cela se produise, ce qui reviendrait en définitive à considérer qu'il s'agirait d'une transmission purement matrilinéaire.
Joseph Mélèze insiste quant à lui sur l'explication démographique, mettant en exergue un possible rapport chronologique entre l'institution de la matrilinéarité et les décrets romains en défaveur de la circoncision : bien que n'ayant pas déclenché la révolte de Bar Kokhba, elle empêche, à la fin de celle-ci, de repeupler la Judée avec l'élément mâle qui lui manque, les hommes étant tombés à la guerre ou déportés comme esclaves. Si la circoncision est interdite, la conversion de Gentils devient impossible ; tout enfant né d'eux serait Gentil en fonction de l'ascendance patrilinéaire. C'est pour résoudre ce problème que la matrilinéarité aurait été instituée.

### L'adhésion au peuple d'Israël: juif par conversion
Le fait de se joindre au 'am Israël est appelé en hébreu guiour (גיור), et est rendu en français par « conversion », encore que le terme prosélyte (προσήλυτος prosêlutos, « nouveau venu -- dans un pays étranger ») soit plus proche du sens originel. Après acceptation du candidat à la conversion par un tribunal rabbinique (Beth din), l'intégration au peuple d'Israël comprenait autrefois une circoncision (mila), l'immersion dans un mikveh (tevila en hébreu, βαπτίζω / baptísō en grec ancien) en présence de témoins, et l'offrande d'un sacrifice (korban) dans le temple de Jerusalem.
Cette dernière étape est inapplicable de nos jours, le Temple de Jérusalem ayant été détruit. De plus, des étapes y ont été ajoutées, au cours desquelles la motivation du candidat à la conversion peut être éprouvée, et où il apprend le judaïsme, moins dans sa dimension théologique que dans son aspect quotidien de pratique des mitzvot.
Les sources juives manifestent au cours du temps une relation plutôt ambivalente quant à l'adhésion de prosélytes, se manifestant actuellement par une certaine réticence, dans les milieux orthodoxes à tout le moins, à encourager ou favoriser la conversion au judaïsme. Toutefois, ce n'était pas le cas du temps des Hasmonéens : en témoigne Flavius Josèphe dans ses Antiquités Juives (XIII:IX 159), qui écrit que lorsque Jean Hyrcan conquit l'Idumée, il imposa à ses habitants l'adhésion au peuple judéen (donc la conversion) ou l'exil.
On peut tout aussi bien trouver dans la littérature juive classique des louanges de convertis au judaïsme et de leur apport au patrimoine que des sources exprimant sans détour leur suspicion, à l'origine de la formation de « comités officiels » supervisant la conversion, ainsi qu'on peut le voir dans le T.B Yevamot 47a (ainsi que dans le Mishneh Torah de Moïse Maïmonide—sefer Qedousha, Hilkhot Issourei biya, chap 13) :

« Nos maîtres ont enseigné : si, de nos jours, un homme désire devenir prosélyte, on s'adresse à lui comme suit : « Quelle raison as-tu de désirer devenir un prosélyte ? Ne sais-tu pas que de nos jours, Israël est persécuté et opprimé, méprisé, harassé et submergé d'afflictions ? » S'il répond, « Je sais, et cependant, je ne suis pas digne », il est accepté immédiatement ; et on lui enseigne quelques prescriptions simples, et quelques prescriptions sévères… »

Maïmonide précise (Issoure Bia 13:10-12) qu'il faut s'assurer des motivations, vérifier si le prosélyte n'en escompte pas quelque avantage (comme au temps du roi Salomon), s'il ne le fait pas par crainte (comme au temps du roi David) ou si ce n'est dans le but de s'unir à un conjoint juif ; cependant, au temps de ces rois mêmes, il y eut des conversions, effectuées par des particuliers. Le tribunal principal s'en méfiait, ne les rejetant pas une fois qu'ils avaient été baptisés (c'est-à-dire passés par le mikvé) mais ne s'en approchant qu'une fois l'année écoulée.
De nos jours, le problème posé par ces comités de conversion parallèles s'est accentué : le rabbinat orthodoxe refuse de reconnaître la validité de conversions effectuées par tout autre organisme que le sien.
Or, paradoxalement, celles-ci sont plus nombreuses, les exigences des autres courants étant moindres : le judaïsme conservateur ("conservative Judaism" en Anglais) ne tient pas l'observance de toutes les mitzvot comme condition sine qua non pour la conversion ; le judaïsme réformé accueille toute personne désireuse de se convertir sans se soucier de ses motifs, afin d'éviter la disparition du judaïsme. L'attitude de ces derniers envers la circoncision et l'immersion dans un mikvé n'est pas aussi catégorique que celle des autres, bien que les branches françaises du judaïsme réformé, dont le mouvement juif libéral de France mais aussi l'Union libérale israélite de France (ULIF Copernic) les exigent ; les convertis masculins peuvent être circoncis en milieu chirurgical pourvu que l'acte soit supervisé par un rabbin qui aura prononcé les bénédictions rituelles. Tous exigent que les prosélytes étudient le judaïsme lors du processus de conversion.

#### Les Juifs apostats
Selon la définition religieuse, la judéité est inaltérable, n'étant pas une « confession » mais un droit de naissance ou d'adhésion nationale. Toutefois, les apostats sont mis au ban de la société et ne peuvent généralement plus réaliser les mitzvot collectives. Pour plus de détails, voir Apostasie dans le judaïsme.

#### Répercussions pratiques de la définition «religieuse»
La définition religieuse de la judéité d'une personne comporte de nombreuses répercussions, en tête desquelles le droit et le devoir de réaliser les prescriptions de la Bible ainsi que celles des rabbins (à l'exception des Karaïtes, qui ne respectent que les premières), qui incombe à tous les Juifs et chacun d'entre eux.

## Définitions historiques

### Qui est juif selon le Nouveau Testament?
Dans l'Épitre aux Romains (chapitre 2, versets 28-29), l'Apôtre Paul dit aux Juifs de Rome que le Juif n'est pas celui qui est circoncis dans sa chair mais celui qui est circoncis dans son cœur. Paul est un juif pharisien issu de la diaspora juive, qui est d'abord un opposant farouche aux disciples de Jésus de Nazareth, lesquels s'inscrivent eux-mêmes dans le judaïsme. Après sa « conversion » — en fait, sa reconnaissance de Jésus comme messie qui constitue un changement de mouvement à l'intérieur du judaïsme —, il subit occasionnellement une peine prévue par la Loi juive de quarante coups de fouet dont il est question dans le Deutéronome (25,3), sans que l'on sache ce qui la motive. En effet, même s'il a pu générer certaines oppositions au sein d'un judaïsme particulièrement diversifié à l'époque, ni le témoignage de Paul sur la messianité de Jésus de Nazareth ni même la proclamation de sa nature divine ne constituent des revendications particulièrement choquantes dans le judaïsme du Ier siècle et il est possible que ce soit plutôt les emportements du missionnaire dans les assemblées synagogales qui aient causé une telle sentence.

### Qui est juif selon le nazisme?
La reconstruction de l'Allemagne passant par la création aryenne « pure », un décret fut promulgué en 1933 peu après l'accession d'Adolf Hitler au pouvoir.
L’Arierparagraph du 11 avril 1933 divisait la population en aryenne et non-aryenne, ces derniers étant définis comme possédant au moins un parent ou grand-parent reconnu « juif », c'est-à-dire « appartenant à la religion judaïque ».
En novembre 1935, une loi « pour la protection du sang et de l'honneur allemand » définit précisément les personnes considérées comme « juives » par le régime. En outre, le législateur nazi créait une « troisième race », les Mischlinge (métissés), de « sang juif et allemand », posant un problème idéologique et légal.
À l'instar des instigateurs de la limpieza de sangre, la question « Qui est juif ? » telle que se la posa le ministère de l'Intérieur du Troisième Reich, concernait moins les Juifs eux-mêmes, reconnus comme des « impurs », que de déterminer ceux qui, bien que possédant du sang allemand, étaient assimilables aux Juifs ou avaient « rejoint leurs rangs ». À la différence de la limpieza de sangre, la discrimination des Juifs s'exerce sur base d'un mélange de références à la religion, à la descendance et aux liens sociaux qui relève davantage de la notion de « communauté » que de celle de « race ». La conversion d'un Juif au christianisme ne suffisait pas à le mettre sur le même pied qu'un Aryen, encore qu'un Aryen antérieurement converti au judaïsme pouvait se « laver » de son statut de Juif en se faisant baptiser.
Ainsi, et bien que présentée comme telle par le parti nazi, la définition que donnait l’Arierparagraph d'un « Juif présumé » n'était pas fondée sur des critères « raciaux », mais sur l'appartenance à la religion judaïque.

#### Le décret Lösener
Le décret Lösener fut promulgué le 14 novembre 1935, peu après les lois de Nuremberg.
Y était définie comme juive toute personne qui :
1. avait au moins trois grands-parents juifs (c'est-à-dire eux-mêmes juifs « intégraux » ou « aux trois quarts »)
2. ou bien avait deux grands parents juifs et, de plus,
  1. appartenait à la communauté religieuse judaïque à la date du 15 septembre 1935 ; ou bien
  2. était à la même date mariée à un Juif ou à une Juive, ou contracterait ultérieurement un tel mariage ou encore
  3. était née d'un mariage où l'un des époux était soit juif « intégral » soit juif « aux trois quarts », si ce mariage avait eu lieu après la mise en vigueur de la Loi sur la protection du sang et de l'honneur allemand (interdiction aux Juifs d'avoir des relations sexuelles ou de se marier avec un Aryen, de posséder un domestique aryen âgé de moins de 45 ans, également édictée le 15 septembre 1935) ; ou encore
  4. était enfant illégitime né après le 31 juillet 1936 de relations extramaritales dont l'un des partenaires avaient été un Juif ou un Juif « aux trois quarts ».

La détermination du statut des grands-parents reposait toujours sur la présomption de leur appartenance ou de leur appartenance passée (c'est-à-dire avant leur éventuelle conversion au christianisme) à la communauté religieuse judaïque.
Était définie comme non-juive mais Mischlinge (métissé) toute personne qui :
1. avait deux grands-parents juifs mais
  1. n'appartenait pas à la communauté religieuse judaïque à la date du 15 septembre 1935 ou avait antérieurement cessé d'y appartenir, et qui n'y adhérait pas ultérieurement, et de plus
  2. n'était pas à cette date mariée à un Juif ou à une Juive (ou avait cessé de l'être), et qui ne contractait pas ultérieurement une telle union.
2. n'ayant qu'un Juif parmi ses grands-parents.

Un règlement subséquent du ministère de l'Intérieur classifia les Mischlinge du premier paragraphe comme « Mischlinge au premier degré », ceux du second paragraphe comme « Mischlinge au second degré ». 
La définition du Juif concernait donc moins l'ascendance juive que l’influence juive.
Cette définition du Juif donna naissance ou contribua fortement à renforcer la problématique des « demi-Juifs » : ces personnes, non reconnues comme juives par la Halakha si elles n'étaient pas de mère juive, n'en demeuraient pas moins sujettes aux mêmes discriminations que les Juifs, bien qu'à un moindre degré, et de nombreuses personnes non-juives d'un point de vue halakhique disparurent dans la Shoah en tant que juives selon leurs assassins.

### Qui est juif selon l'État d'Israël?
En Israël, la loi du retour permet à toute personne ayant au moins un grand-parent juif de prétendre à la citoyenneté israélienne, en tant que Juif. Cependant, n'est considéré comme juive qu'une personne née de mère juive ou convertie. Le type de conversion n'ayant pas été défini par la loi, à la suite de divers recours juridiques, la Cour suprême reconnaît les conversions effectués par les mouvements réformés ou conservateurs hors d'Israël. Puis, le 1ᵉʳ mars 2021, la Cour reconnaît la validité des conversions effectuées en Israël par des rabbins conservateurs ou réformés, c’est-à-dire hors du cadre imposé par le grand rabbinat d'Israël,.